# Marlen Haushofer
Marlen Haushofer, född Marie Helene Frauendorfer den 11 april 1920 i Frauenstein i Molln, död den 21 mars 1970 i Wien, var en österrikisk författare. Hon är mest känd för sin roman Väggen (1963).

## Liv
Marlen Haushofers far var jägmästare, modern kammarjungfru. Från 1930 gick Marlen Haushofer på en av ursuliner driven klosterskola i Linz. Läsåret 1938–1939 bytte hon till en annan utbildare i samma stad: Gymnasium der Kreuzschwestern, en skola med kristen profil, men som med det nazistiska maktövertagandet blev offentlig flickskola. Efter att där ha klarat mogenhetsexamen den 18 mars 1939 följde en kort tid av tjänstgöring vid Arbeitsdienst.  Därefter inledde Haushofer studier i germanistik 1940 vid Wiens universitet för att 1943 flytta över till universitetet i Graz, dock utan att lyckas avlägga examen. År 1941 gifte hon sig med tandläkaren Manfred Haushofer, med vilken hon fick två barn, Christian och Manfred. Paret skilde sig 1950, men gifte om sig drygt ett decennium senare.

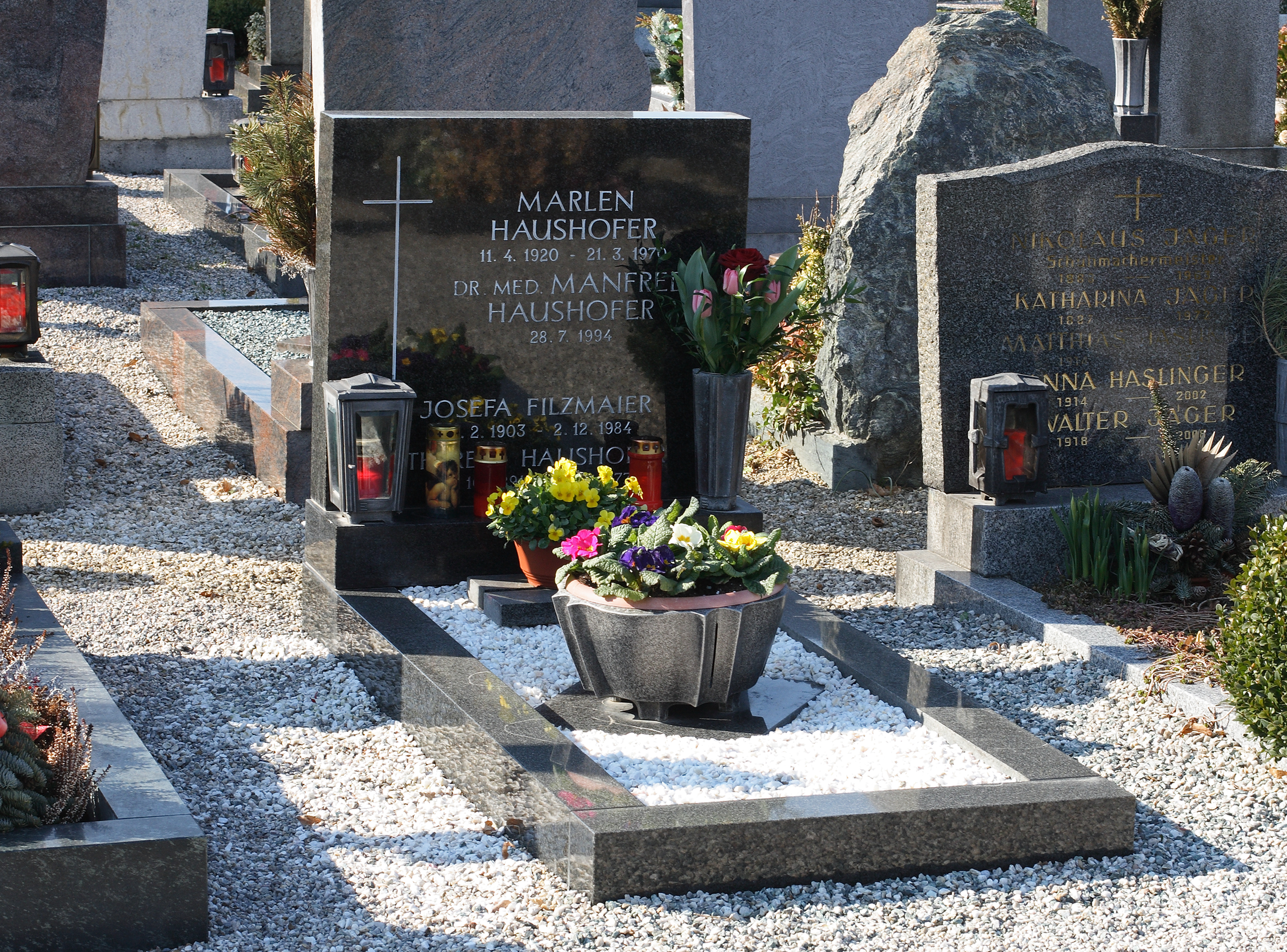
Marlen Haushofers gravvård.

## Författarskap
Från 1946 skrev Haushofer kortare berättelser för dagstidningar samt tidskrifter som Lynkeus och Neue Wege. Ett smärre genombrott nådde hon 1952 med novellen Das fünfte Jahr för vilken Haushofer belönades med den österrikiska statens lilla litteraturpris. Berättelsen skildrade ett år i flickan Marilis uppväxt. År 1963 utgavs Haushofers roman Väggen (Die Wand), vilken filmatiserades 2012. I berättelsen, vilken utspelar sig i ett skogsparti i Alperna, isoleras en kvinna sedan en glasvägg rest sig mellan henne och omvärlden. På andra sidan väggen verkar en katastrof ha inträffat och till synes allt mänskligt liv ha utplånats. Haushofers böcker, även de barnböcker hon utkom med efter Väggen, ägnades först ingen större uppmärksamhet, men med kvinnorörelsens framväxt och utvecklingen av en feministisk litteraturvetenskaplig forskning, ökade intresset för Haushofers texter. 
Marlen Haushofer led av skelettcancer och avled vid 49 års ålder i sviterna av en operation den 21 mars 1970. Hon bisattes på gravplatsen Taborfriedhof i Steyr.

## Litterära verk utgivna på svenska
- 1988 – Väggen (i nyöversättning 2014) (Die Wand, 1963)
- 1990 – Vindskupan (Die Mansarde, 1969)
- 1991 – Vi dödar Stella (Wir töten Stella, 1958)
- 1992 – Himmel utan slut (Himmel, der nirgendwo endet, 1966)
- 2018 – 18 Noveller (Schreckliche Treue, 1990)